# Titus Verginius Tricostus Rutilus
Titus Verginius Tricostus Rutilus ist eine Gestalt der frühen Römischen Republik und mutmaßlicher Konsul des Jahres 479 v. Chr. Sein Amtskollege war Kaeso Fabius Vibulanus.
Sein Name ist mit unterschiedlicher Vollständigkeit, jedoch in seinen Einzelbestandteilen einheitlich überliefert.
Die Fasti Capitolini nennen einen Opiter seinen Großvater, der höchstwahrscheinlich mit Opiter Verginius Tricostus identisch ist. Sein Vater wurde von Haack Proculus genannt, dessen drei Söhne Aulus Verginius Caelimontanus, Proculus Verginius Tricostus Rutilus und Titus Verginius Tricostus Rutilus heißen. Die genealogischen Zusammenhänge sind jedoch nicht gesichert.
Die Ereignisse aus dem Konsulat von Fabius und Verginius sind eine Schöpfung der späteren römischen Geschichtsschreibung. Angeblich zog Fabius erfolglos gegen die Aequer, während Verginius die Stadt Veji bekämpfte. Auch er soll keinen Erfolg gehabt haben.
Nach Livius (III 7, 6) starb Titus Verginius als Augur während einer Seuche im Jahr 463 v. Chr.